# 韋爾頓鎮區 (愛荷華州克林頓縣)
韋爾頓鎮區（英語：Welton Township）是位於美國愛荷華州克林頓縣的一個行政鎮區。

## 地方資料
根據2010年美國人口普查的數據，韋爾頓鎮區的面積為83.28平方千米，當中陸地面積為83.28平方千米，而水域面積為0.00平方千米。當地共有人口528人，而人口密度為每平方千米6.34人。